# Dudu Georgescu
Dudu Georgescu (sinh 1 tháng 9 năm 1950 tại Bucureşti) là một cựu cầu thủ bóng đá người România, chơi ở vị trí tiền đạo, từng 2 lần giành được danh hiệu Chiếc giày vàng châu Âu năm 1975 và 1977.
Ông khởi đầu sự nghiệp tại câu lạc bộ Progresul Bucureşti, nhưng phần lớn sự nghiệp chơi cho câu lạc bộ hàng đầu của Romania là Dinamo Bucureşti trong khoảng thời gian 1973-1983. Với Dinamo Bucureşti, ông có được 4 chức vô địch quốc gia liên tục từ 1975 đến 1978. Ông hiện nắm giữ kỉ lục ghi bàn tại giải vô địch Romania (Divizia A) với 225 bàn, cũng như kỉ lục ghi bàn cho Dinamo Bucureşti với 186 bàn. Trong sự nghiệp ông đều thi đấu cho các câu lạc bộ trong nước.
Trong hai mùa bóng 1974-75 và 1976-77, Georgescu có được danh hiệu Chiếc giày vàng châu Âu cho cầu thủ ghi bàn xuất sắc nhất châu Âu với lần lượt 33 và 47 bàn thắng. Ở đội tuyển quốc gia, ông khoác áo đội tuyển 44 lần và ghi được 21 bàn thắng, đứng thứ 8 trong lịch sử Romania.